# Eugène Ricklin
Pour les articles homonymes, voir Ricklin.
Eugène Ricklin, surnommé le « Lion du Sundgau », né le 12 mai 1862 à Dannemarie (Haut-Rhin) et mort le 4 septembre 1935 dans la même commune, est un médecin et homme politique allemand puis français.

## Biographie
Georges Eugène Ricklin est le fils de Georges Ricklin, aubergiste et de Catherine Kayser. 
Médecin, il se lance très tôt en politique, comme adjoint au maire en 1891 puis maire de Dannemarie en 1895, fonction dont il est révoqué en 1902 pour ses prises de positions répétées en faveur de l'autonomie de l'Alsace. Il est néanmoins élu député au Reichstag de 1903 à 1918 et devient président du Landtag d'Alsace-Lorraine en 1911. En 1913 et 1914, il participe aux conférences interparlementaires pour la paix à Berne et à Bâle en compagnie de l'abbé Xavier Haegy et il y rencontre des députés pacifistes français, comme Albert Thomas ou encore Jean Jaurès.
Pendant la Première Guerre mondiale, il s'engage comme médecin militaire dans l'armée allemande. Il n'a de cesse de défendre les Alsaciens-Lorrains contre les abus de pouvoirs des autorités militaires en écrivant une lettre de protestation à l'empereur en 1914, en témoignant à décharge au procès de Médard Brogly en 1915 ou en rendant hommage en 1917 au francophile Jacques Preiss, mort en détention l'année précédente. 
En novembre 1918, lors du retour de l'Alsace-Lorraine à la France, il tente de négocier un statut d'autonomie pour la région, notamment en formant un Conseil national d'Alsace-Lorraine avec quelques députés au Landtag et au Reichstag. Il est rapidement mis en minorité et le conseil proclame le retour quasi-inconditionnel de l'Alsace-Lorraine à la France en décembre 1918.
En mars 1919, il est convoqué devant une commission de triage, expulsé et interné en résidence forcée dans une zone occupée de Kehl en Allemagne , avant de revenir en Alsace en 1920. À cause de ses déclarations de fidélité à l'Allemagne au sein du Landtag en 1917 où il déclare : « le peuple alsacien-lorrain souhaite mener à terme les développements de sa situation constitutionnelle dans le cadre du Reich allemand [...]. Si les vaillants fils de notre pays, qui sont notre orgueil et notre espoir, luttent et meurent sur les champs de bataille, ce n’est pas seulement pour la sauvegarde et l’existence du Reich allemand, c’est aussi pour un but qui leur est propre : acquérir de haute lutte pour leur pays natal l’égalité des droits et l’assimilation au statut d’État fédéral allemand », il n'est pas admis dans le Syndicat des médecins de Mulhouse le 17 mai 1925.
Président du Heimatbund d'Alsace-Lorraine (mouvement autonomiste) à sa création en 1926, il est très actif dans la presse locale et dans l'édition pour la défense de l'Alsace. Humilié et traîné dans les rues de Mulhouse alors qu'il est une personnalité politique alsacienne de premier plan et jeté en prison[réf. nécessaire], il est élu député en avril 1928 alors qu'il est en détention dans l'attente de son procès qui se tient à partir du 24 mai suivant. Il est condamné en cour d'assises pour atteinte à la sûreté de l'État à une année de prison et cinq années d'interdiction de territoire, malgré l'insuffisance des preuves réunies contre lui. Cette condamnation provoque un tollé en Alsace. Il est gracié dès le 14 juillet, mais la Chambre des députés vote la déchéance de son mandat de député le 8 novembre 1928, considérant que la grâce présidentielle ne lui a pas rendu la plénitude de ses droits civiques. Il est élu conseiller général du canton de Dannemarie en octobre 1928, mais l'élection est elle aussi invalidée par le Conseil d'État le 22 mars 1929. Ricklin est vainqueur lors d'un nouveau scrutin le 2 juin suivant, cette fois sans que son élection ne soit contestée. Malade, il se retire de la vie politique en octobre 1934 à la fin de son mandat.